# Гостиница Янгакто
Международная гостиница Янгакто (кор. 양각도국제호텔?, 羊角島國際호텔?) — третий по высоте небоскрёб Пхеньяна, седьмое/восьмое по высоте здание в КНДР. Самая большая гостиница, за исключением не введённой в эксплуатацию гостиницы Рюгён. Располагается на одноимённом острове в двух километрах к юго-востоку от центра города на реке Тэдонган. Строился с 1986 по 1992 год, открыт в 1995 году. Застройщиком являлась французская строительная компания Campenon Bernard Construction.

## Описание
47-этажное здание имеет высоту 170 метров. Верхний этаж представляет собой вращающийся ресторан. Конструкция выполнена из железобетона.
В гостинице находится 1000 двухместных и одноместных номеров. Помимо стойки регистратуры, на первом этаже можно приобрести северокорейские денежные знаки, открытки и письма, а также предметы первой необходимости по западным ценам. Там же располагается бар и книжный магазин, в котором можно ознакомиться с трактатами Ким Ир Сена и Ким Чен Ира. Гостям выдаётся путеводитель, где указывается, что на втором этаже находятся ещё четыре ресторана, две столовые, главный банкетный зал. В ресторанах готовят блюда японской, китайской и корейской кухни. На цокольном этаже находятся боулинг, бильярдная, сауна, бассейн, парикмахерская, казино и массажный клуб.
Стоимость проживания составляет 499 долларов США за ночь для двух взрослых. На территории отеля первоначально находилось поле для гольфа площадью 9 000 м² с девятью лунками. В 2011 году поле для гольфа было снесено, чтобы освободить место для строительства оздоровительного комплекса, финансированием которого занимался Китай. Рядом со зданием на одном острове располагается Пхеньянский международный дом кино, являющийся одним из главных мест проведения Пхеньянского международного кинофестиваля.

## Пятый этаж
Пятый этаж Янгакто вызывает у иностранцев особый интерес, потому как он закрыт для посетителей гостиницы. До пятого этажа невозможно добраться на лифте, на панели лифта кнопка пятого этажа отсутствует. Тем не менее туристы всё равно иногда попадают на пятый этаж по лестницам, осматривая здание. Сообщается, что он разделён на два отдельных этажа, большинство комнат внутри закрыто, а интерьер представлен пропагандистскими плакатами. Гости отеля также сообщали, что видели оборудование для наблюдения, которое, по всей вероятности, предназначалось для слежки за комнатами жильцов. Во время проживания в гостинице один из российских журналистов заснял радиолу, из которой выходил большой пучок проводов — на основании того, что «для радиолы слишком много проводов», журналист сделал вывод, что это подслушивающее устройство.

### Дело Отто Уормбира
2 января 2016 года американский студент Отто Уормбир был арестован по обвинению в попытке украсть агитационный плакат из отеля Янгакто. Хотя СМИ изначально заявляли, что инцидент произошёл на пятом этаже гостиницы, сам Уормбир в признательных показаниях сообщил, что снял плакат из служебной комнаты на втором этаже, но, выяснив, что тот слишком велик, оставил попытку. В ходе судебного процесса сотрудники отеля дали свидетельские показания против Уормбира. 6 марта 2016 года Уормбир был приговорен к 15 годам лишения свободы, включающим исправительно-трудовые работы. Спустя 17 месяцев Уормбир был доставлен в США, после того как впал в кому в КНДР. Через шесть дней Отто Уормбир умер. Ему был поставлен диагноз «тяжёлая неврологическая травма». Точная причина смерти не известна, так как его родители отказались от проведения вскрытия.

## Галерея
- Вестибюль гостиницы, март 2014 года
- Вид на гостиницу с монумента идей чучхе
- Главный фасад гостиницы
- Стандартный двухместный номер